# Подібне
Подібне — роз'їзд Шевченківської дирекції Одеської залізниці.
Розташований у селі Подібна Маньківського району Черкаської області між станцією Поташ (9 км) та роз'їздом Яроватка (7 км).
Роз'їзд було відкрито 1936 року, на вже існуючій з 1891 року лінії Христинівка-Шпола, під такою ж назвою.
Зупиняються одна пара приміських дизель-поїздів сполученням Черкаси — Умань, а друга пара і тим більше швидкі поїзди — не зупиняються.